# 卡图托斯鱼龙属
卡图托斯鱼龙属（学名：Catutosaurus）是鱼龙目大眼鱼龙科的一个属，化石发现于阿根廷晚侏罗世的殁牛组。属下包括单一物种加氏卡图托斯鱼龙（Catutosaurus gaspariniae）。属名取自洛斯卡图托斯遗址（Los Catutos site），种名则致敬祖玛·加斯帕里尼。正模标本MOZ-PV-1854包含颅骨、下颌及躯干前段。归入标本MOZ-PV-103是一只带有下颌的颅骨、MOZ-PV-7260则为一组吻部碎片。